# Спондовский сельсовет
Спондовский сельсовет (бел. Спондаўскі сельсавет) — упразднённая административная единица на территории Островецкого района Гродненской области Белоруссии. 

## История
Упразднён в 2013 году, населённые пункты вошли в состав Михалишковского сельсовета.

## Состав
Спондовский сельсовет включал 58 населённых пунктов:
- Акартели — хутор
- Александрия — деревня
- Асташишки — деревня
- Большая Страча — деревня
- Большие Столпеняты — деревня
- Большое Село — деревня
- Борейшиха — хутор
- Борок — хутор
- Будраны — деревня
- Будышки — хутор
- Воробьи — деревня
- Гинкишки — деревня
- Глинище — хутор
- Глушица-2 — хутор
- Голубина — хутор
- Горшевичи — деревня
- Гудали — деревня
- Гудалишки — хутор
- Гурники — деревня
- Домброво — хутор
- Еди — деревня
- Жукойни Желядские — деревня
- Заголодно — хутор
- Знахари — хутор
- Казановщина — деревня
- Каймина Горная — деревня
- Киркишки — хутор
- Киселевщина — хутор
- Кисели — деревня
- Клющаны — деревня
- Ковалевщина — хутор
- Костевичи — деревня
- Кочержишки — хутор
- Локтяны — деревня
- Лысая Гора — деревня
- Лядцы — хутор
- Малая Страча — деревня
- Малые Столпеняты — деревня
- Мостяны — деревня
- Нивье — хутор
- Пашкуны — деревня
- Петрашишки — деревня
- Пилимы — деревня
- Погулянка — хутор
- Подкостелок — деревня
- Попелище — деревня
- Рудня — деревня
- Селевичи — деревня
- Сенюти — деревня
- Соловьи — деревня
- Спонды — деревня
- Страчанка — деревня
- Сухаришки — деревня
- Талаи — деревня
- Трощаны — деревня
- Шарковщина — деревня
- Яново — хутор
- Яцкуны — деревня

Упразднённые населённые пункты на территории сельсовета:
- Новолесье — хутор
- Скубковщина — хутор
- Тадолишки — хутор